# Крістофер Кук (плавець)
Крістофер Кук (англ. Chris Cook, 5 травня 1979) — британський плавець.
Учасник Олімпійських Ігор 2004, 2008 років.
Призер Чемпіонату світу з плавання на короткій воді 2006 року.
Призер Чемпіонату Європи з плавання на короткій воді 2005 року.
Переможець Ігор Співдружності 2006 року.